# Хекенбах
Хекенбах (њем. Heckenbach) општина је у њемачкој савезној држави Рајна-Палатинат. Једно је од 74 општинска средишта округа Арвајлер. Према процјени из 2010. у општини је живјело 242 становника. Посједује регионалну шифру (AGS) 7131027.

## Географски и демографски подаци
Хекенбах се налази у савезној држави Рајна-Палатинат у округу Арвајлер. Општина се налази на надморској висини од 379 метара. Површина општине износи 27,3 km². У самом мјесту је, према процјени из 2010. године, живјело 242 становника. Просјечна густина становништва износи 9 становника/km².